# Giuseppe Pietro Bagetti
Giuseppe Pietro Bagetti (francisé parfois en chevalier Joseph-Pierre Bagetti) est un peintre italien. Né à Turin le 14 avril 1764, il y est décédé le 29 avril 1831.

## Biographie
Estimé comme paysagiste, il est un des artistes du corps des ingénieurs géographes dont les œuvres ont servi pour les débriefings du général Bonaparte lors des campagnes d'Italie. Grâce à ces dessins le futur empereur commentait la bataille. De la sorte de nombreux dessins de Bagetti et de ses collègues sont toujours la propriété du Ministère de la Défense.
Bagetti se met au service de la France après la conquête du Piémont en 1798. Clarke, ministre de la guerre, le charge alors de peindre les victoires des armées françaises.

## Œuvre
Bagetti a produit une centaine d'aquarelles qui rappellent les opérations en Italie et en Allemagne de 1796 à 1805.
Des estampes ont été gravées par le duo Lameau-Misbach.

## Site externe
- Galerie d'image  Google
- Site du Centre Européen d'études et recherches sur l'époque napoléonienne.
- The First Italian Campaign as seen by the artists of the Dépôt de la Guerre.